# Kevin Costner
Kevin Michael Costner (Lynwood, 18 de janeiro de 1955) é um ator, diretor, produtor e músico norte-americano. Costner já venceu dois Oscars, quatro Globos de Ouro, um Screen Actors Guild Awards e um Emmy Award. Ele é mais conhecido pelas atuações The Untouchables, Field of Dreams, Dances with Wolves, Robin Hood: Prince of Thieves e na minissérie Hatfields & McCoys.

## Biografia
Nascido na Califórnia, Costner viveu, desde a sua adolescência até ao momento em que se decidiu pela carreira de ator, no Condado de Orange, na Califórnia, tendo terminado os seus estudos na Villa Park High School, em Villa Park, em 1973, obtendo um Bacharelado em artes na Universidade do Estado da Califórnia em 1978. 
Participou do elenco original do sucesso comercial The Big Chill (Os amigos de Alex, em Portugal, O reencontro, no Brasil), onde fazia o papel do amigo que se suicida e que leva à reunião que será o mote de todo o filme. Contudo, todas as cenas em que participou foram cortadas, aparecendo apenas os seus pulsos, cortados, quando está a ser vestido pelo cangalheiro, no início do filme.

## Óscares
O maior sucesso cinematográfico de Costner foi o filme Dances with Wolves, dirigido, protagonizado e co-produzido pelo próprio, nomeado para doze Óscares, tendo ganho sete, dois dos quais entregues ao próprio Kevin: o Óscar de melhor realizador e o de melhor filme e ainda foi indicado a melhor ator. Kevin ainda se destaca pela atuação que lhe rendeu uma indicação ao Framboesa de Ouro em O Guarda Costas onde teve a premiada trilha sonora com a música de Dolly Parton interpretada por Whitney Houston, I Will Always Love You.

## Filmografia

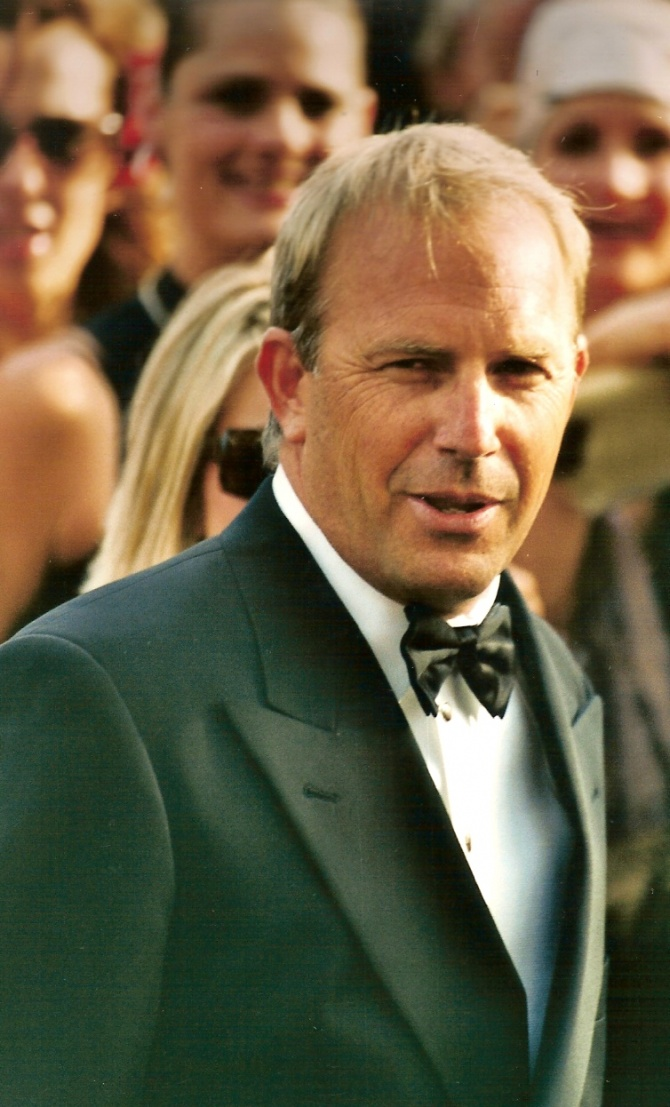
Kevin Costner na cerimônia do Oscar 2003.

- Stacy's Knights (Esquadrão Cassino) (1982)
- Chasing Dreams (Baseball - Em busca dos sonhos) (1982)
- Night Shift (pt: Turno da Noite, br: Corretores do amor) (1982)
- Frances (1982)
- Table for Five (1983)
- The Big Chill (pt: Os amigos de Alex, br: O reencontro) (1983) (cenas eliminadas)
- Testament (Herança Nuclear) (1983)
- The Gunrunner (O matador) (1984)
- Fandango (1985)
- Silverado (1985)
- American Flyers (Competição de destinos) (1985)
- Sizzle Beach, U.S.A. (1986)
- Shadows Run Black (1986)
- The Untouchables (Os Intocáveis) (1987)
- No Way Out (pt: Alta Traição, br: Sem saída) (1987)
- Bull Durham (pt: Jogo a Três Mãos, br: Sorte no amor) (1988)
- Field of Dreams (pt: Field of Dreams, br: O campo dos sonhos) (1989)
- Revenge (br: Vingança) (1990) (também produtor executivo)
- Dances with Wolves (pt: Danças com lobos, br: Dança com lobos) (1990) (também director e produtor)
- Madonna: Truth or Dare (Na Cama Com Madonna) (1991) (documentário)
- Robin Hood: Prince of Thieves (Robin Hood, O Príncipe dos Ladrões) (1991) (também produtor)
- JFK (1991)
- Oliver Stone (1992) (documentário)
- Beyond 'JFK': The Question of Conspiracy (JFK) (1992) (documentário)
- The Bodyguard (O guarda-costas) (1992) (também produtor)
- A Perfect World (Um mundo perfeito) (1993)
- A Century of Cinema (1994) (documentário)
- Wyatt Earp (1994) (também produtor)
- The War (filme) (pt: Sombras de Guerra, br: A árvore dos sonhos) (1994)
- Rapa Nui (filme) (1994) (produtor, junto com Jim Wilson)
- Waterworld (pt:  Waterworld, br: Waterworld - O segredo das águas) (1995) (também realizador e produtor)
- Tin Cup (pt: Tin Cup, br: O jogo da paixão) (1996)
- Sean Connery, an Intimate Portrait (1997) (documentário)
- The Postman (O Mensageiro) (1997) (também realizador e produtor)
- Message in a Bottle (pt: As palavras que nunca te direi, br: Uma carta de amor) (1999) (também produtor)
- For Love of the Game (Por Amor) (1999)
- Play it to the bone (pt: O Ringue, br: Por uma boa briga) (1999)
- Thirteen Days (2000) (pt: Treze Dias, br: 13 dias que abalaram o mundo) (também produtor)
- 3000 Miles to Graceland (pt: A 3000 Milhas de Graceland, br: 3000 milhas para o inferno) (2001)
- Dragonfly (pt: O Poder dos Sentidos, br: O mistério da libélula) (2002)
- Open Range (2003) (pt: Open Range – A Céu Aberto, br: Pacto de justiça) (também realizador e produtor)
- The Upside of Anger (pt: O Lado Bom da Fúria, br: A outra face da raiva) (2005)
- Rumor Has It (Dizem por Aí…) (2005)
- The Tortilla Curtain (2005)
- The Guardian (pt: O Guardião, br: Anjos da Vida – Mais Bravos que o Mar) (2006)
- Mr.Brooks (pt: A Face Oculta de Mr. Brooks, br: Instinto Secreto) (2007)
- Swing Vote (br: Promessas de Um Cara-de-Pau) (2008)
- The New Daughter (pt: A Nova Filha, br: Possuída) (2009)
- Man of Steel (pt: Homem de Aço, br: O Homem de aço) (2013)
- Jack Ryan: Shadow Recruit (br: Operação Sombra – Jack Ryan) (2014)
- 3 Days to Kill (br: 3 Dias Para Matar) (2014)
- Draft Day (br: A Grande Escolha) (2014)
- Black or White (filme) (br: Preto e Branco) (2015) (também produtor)
- McFarland, USA (br: McFarland dos EUA) (2015)
- Batman v Superman: Dawn of Justice (pt: "Batman vs Superman: A Origem da Justiça") (2016)
- Criminal (filme 2016) (br: Mente Criminosa)
- Molly's Game (2017) (br: A Grande Jogada)
- Hidden Figures (2017) (br: Estrelas Além do Tempo)
- Yellowstone (2018-2024) (série)
- The Highwaymen (2019) (br: Estrada Sem Lei)
- The Art of Racing in the Rain (2019) (br: A Arte de Correr na Chuva)
- Horizon: An American Saga (2024)

## Kevin Costner And Modern West

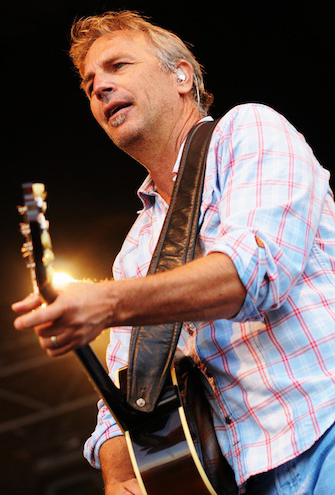
Kevin em Julho de 2010

Kevin Costner atua em turnê com sua mais nova banda, Kevin Costner and Modern West, que varia de um estilo country, até rock clássico. A banda é composta por Kevin, John Coinman, Teddy Morgan, Blair Forward, Larry Cobb, Park Chisolm, e Bob Yang. A banda lançou o álbum Untold Truths em 2008.

### Discografia
| Título                                                                                 | Detalhes do Album                                                                | Posições    | Posições | Posições | Posições  | Posições | Posições | Posições | Posições |
| Título                                                                                 | Detalhes do Album                                                                | EUA Country | EUA      | EUA Heat | EUA Indie | AUT      | ALE      | GRE      | SUI      |
| -------------------------------------------------------------------------------------- | -------------------------------------------------------------------------------- | ----------- | -------- | -------- | --------- | -------- | -------- | -------- | -------- |
| Untold Truths                                                                          | - Data de lançamento: 11 de novembro de 2008 - Etiqueta: Universal South Records | 61          | —        | 35       | —         | —        | —        | —        | —        |
| Turn It On                                                                             | - Data de lançamento: 26 de fevereiro de 2010 - Etiqueta: Edel Music             | —           | —        | —        | —         | 25       | 28       | 31       | 65       |
| From Where I Stand                                                                     | - Data de lançamento: 27 de setembro de 2011 - Etiqueta: Edel Music              | —           | —        | —        | —         | —        | 39       | —        | 62       |
| Famous for Killing Each Other: Music from and Inspired By Hatfields & McCoys           | - Data de lançamento: 22 de maio de 2012 - Etiqueta: Madison Gate Records        | 14          | 73       | 16       | 15        | —        | —        | —        | —        |
| "—" denota lançamentos que não entraram nas paradas ou não foram lançados naquele país |                                                                                  |             |          |          |           |          |          |          |          |

## Premiações
- Globo de Ouro de melhor ator em minissérie ou filme para televisão, por "Hatfields & McCoys" (2012)
- Oscar de Melhor Filme, por "Dança com Lobos" (1990).
- Oscar de Melhor Diretor, por "Dança com Lobos" (1990).
- Indicação ao Oscar de Melhor Ator, por "Dança com Lobos" (1990).
- Globo de Ouro de Melhor Diretor, por "Dança com Lobos" (1990).
- Duas indicações ao Globo de Ouro de Melhor Ator - Drama, por "Dança com Lobos" (1990) e "JFK - A Pergunta que Não Quer Calar" (1991).
- Indicação ao Globo de Ouro de Melhor Ator - Comédia/Musical, por "O Jogo da Paixão" (1996).
- Indicação ao BAFTA de Melhor Filme, por "Dança com Lobos" (1990).
- Indicação ao BAFTA de Melhor Diretor, por "Dança com Lobos" (1990).
- Indicação ao BAFTA de Melhor Ator, por "Dança com Lobos" (1990).
- Indicação ao César de Melhor Filme Estrangeiro, por "Dança com Lobos" (1990).
- Urso de Prata, no Festival de Berlim, por "Dança com Lobos" (1990).
- Duas indicações ao MTV Movie Awards de Melhor Ator, por "Robin Hood – O Príncipe dos Ladrões" (1991) e "O Guarda-costas" (1992).
- Duas indicações ao MTV Movie Awards de o Mais Gostoso, por "Robin Hood – O Príncipe dos Ladrões" (1991) e "O Guarda-costas" (1992).
- Duas indicações ao MTV Movie Awards de Melhor Dupla, por "Robin Hood – O Príncipe dos Ladrões" (1991) e "O Guarda-costas" (1992).
- Quatro indicações ao Framboesa de Ouro de Pior Filme, por "O Guarda-costas" (1992), "Wyatt Earp" (1994), "Waterworld - O Segredo das Águas" (1995) e "O Mensageiro" (1997). Ganhou por "O Mensageiro".
- Framboesa de Ouro de Pior Remake ou Sequência, por "Wyatt Earp" (1994).
- Framboesa de Ouro de Pior Diretor, por "O Mensageiro" (1997).
- Sete indicações ao Framboesa de Ouro de Pior Ator, por "Robin Hood – O Príncipe dos Ladrões" (1991), "O Guarda-costas" (1992), "Wyatt Earp" (1994), "Waterworld - O Segredo das Águas" (1995), "O Mensageiro" (1997), "Por Amor" (1999) e "3000 Milhas para o Inferno" (2001). Venceu por "Robin Hood – O Príncipe dos Ladrões", "Wyatt Earp" e "O Mensageiro".
- Indicação ao Framboesa de Ouro de Pior Ator da década de 90.
- Duas indicações ao Framboesa de Ouro de Pior Dupla, por "Wyatt Earp" (1994) e "3000 Milhas para o Inferno" (2001).